# 車いす陸上競技

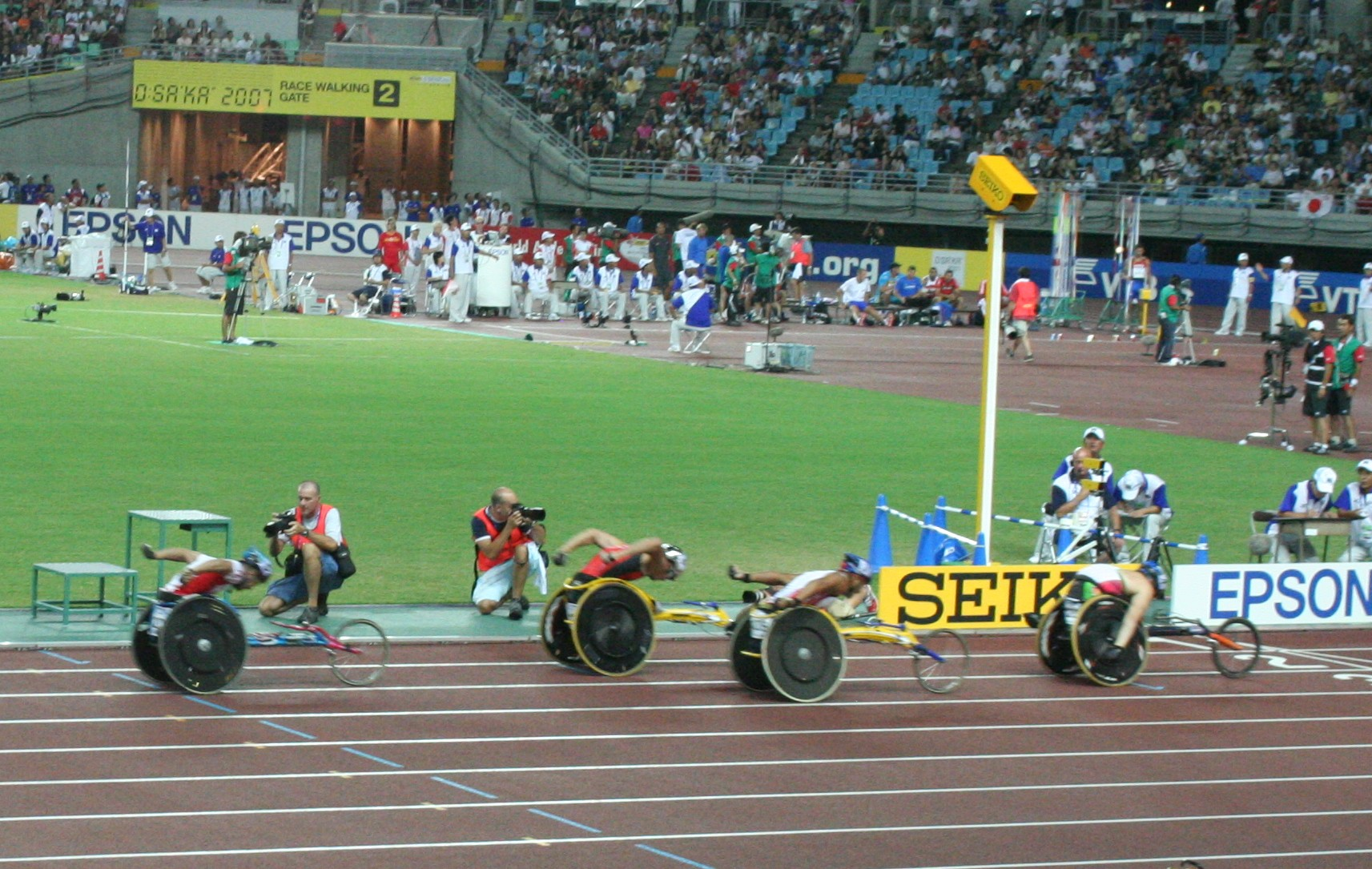
2007世界陸上大阪1500m競技

車いす陸上競技（くるまいすりくじょうきょうぎ）は、障害者スポーツのうち車いすに乗って行う陸上競技のこと。健常者の場合と同様に、投てきなどのフィールド競技、短距離や中距離のトラック競技、車いすマラソンなどのロードレース競技などがあるが、主に3輪の競技用車いす（レーサー）を使って行うトラックやロードレース種目を指す場合が多い。

競技会では障害程度によりクラス分けされており、国内外で多くの競技会が開催されている。最大の大会は1960年以降開催されている、夏季パラリンピックである。なおレースでの最高速度は、時速約36kmに達する。

## 歴史
第二次世界大戦は、身体障害者の処遇や治療法などに大きな影響を与えた。大戦以前から身体障害者の処遇は社会全体の負担と考えられていたが、戦後、多くの復員軍人（傷痍軍人）が身体障害を持ち、精神的なケアを必要としていたため従来の方法が通用しなかった。そのため、社会復帰するための新たなプログラムが必要であった。
英国政府は、1944年にロンドン郊外のエールズベリーにあったストーク・マンデビル病院内に脊髄損傷科（Spinal Unit）を開設（1953年に国立脊髄損傷センターと改名）、身体障害者のニーズに初めて対応した。
当時、センターの責任者であったルートヴィヒ・グットマンは、障害者の社会復帰を進めるためにスポーツを導入した。
1948年、グットマンは、脊髄損傷者のための競技会であるストークマンデビル競技大会を初めて開催した。これを契機として、1940年代後期には、リハビリテーションのためのスポーツは、ヨーロッパとアメリカ合衆国中で広がった。この間に、車いす競技もヨーロッパ中で行われるようになった。
1952年、車いすのスポーツマンのための初の国際競技会が、イギリスとオランダで開催され、130人の脊髄損傷のスポーツマンが、6種目で競い合った。
1956年、国際オリンピック委員会（IOC）はグットマンの功績を認め、オリンピック期間中にストークマンデビル大会にトーマスフィアンリーカップ賞を与えた。
ストークマンデビル車椅子競技大会以降、車いすスポーツはアーチェリー、ローンボール、卓球、砲丸投げ、槍投げなど、多くのスポーツに拡大した。
1960年代には、バスケットボール、フェンシング、スヌーカー、競泳、重量挙げも車いすで行われるようになった。
1960年、全ての脊髄損傷者の国際競技のために国際ストークマンデビル車いす競技連盟（ISMWSF）が設立された。当初は脊髄損傷者のみのものであったが、1976年のトロントパラリンピック時に、初めて国際ストークマンデビル競技連盟と国際身体障害者スポーツ連盟の共催で開催され、初めて切断者と視覚障害者が参加した。

## 競技種目

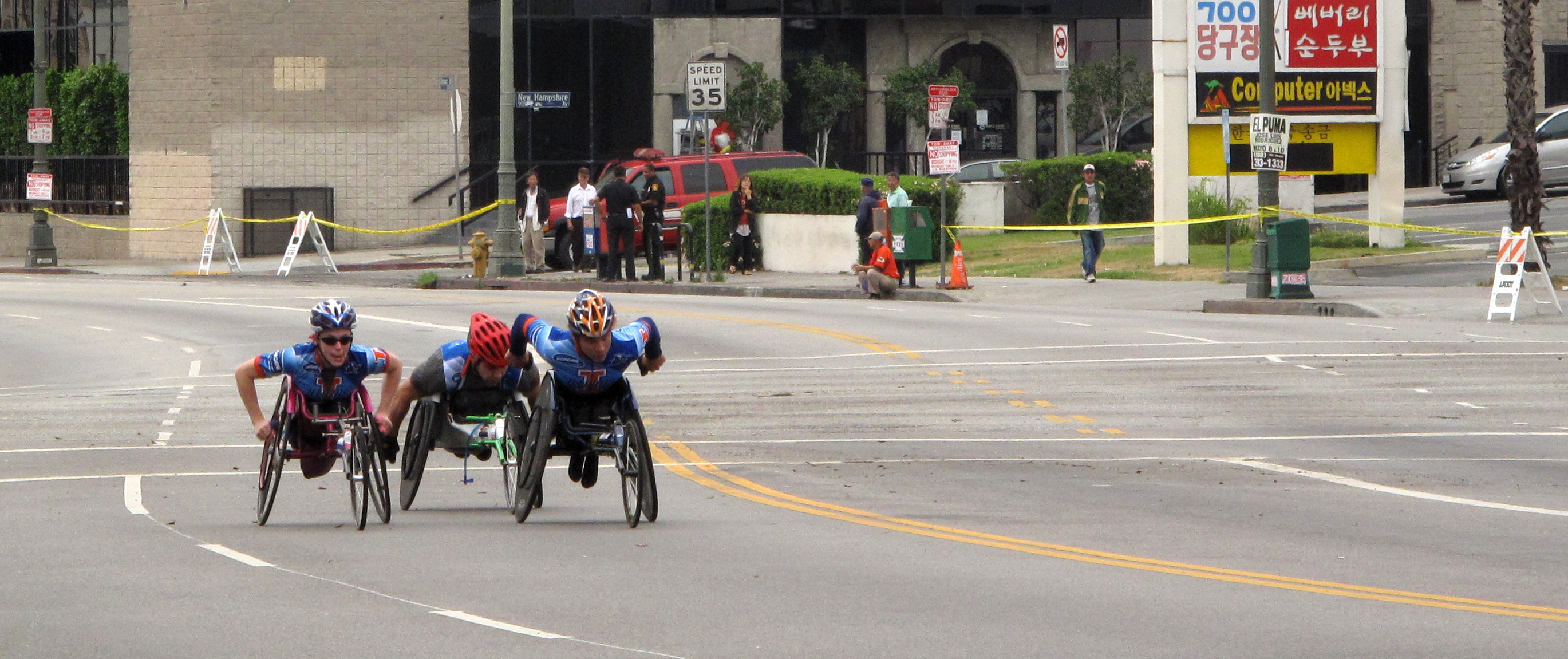
ロードレース種目/車いすマラソン/ロサンゼルスマラソン

車いす競技は、100m、200m、400mの短距離、800m、1500mの中距離、5000mと10,000mの長距離、4×100mと4×400mのリレー競走などのトラック種目と、マラソンなどのロード種目がある。
車いす競技には、砲丸投、やり投、円盤投などのフィールド競技もある。また、五種競技のような複合イベントもある。
これらの競技において、参加者の障害程度によってクラス分けされ競技会を開催する。

## クラス分け

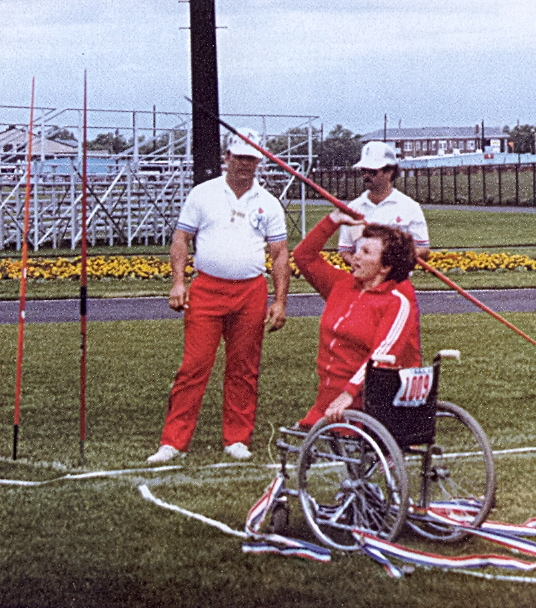
やり投げ

クラス分けのシステムは、競技者の競争が公平となるようにするためのものである。
競技者は、自分の障害に従い、脊髄損傷、切断、脳性麻痺などのカテゴリーに分けられる。分類のガイドラインは、より多くの障害者に対応するため、絶えず修正されている。
脊髄損傷により車いすを使用しているか手足を失った者は、クラスT51～T54（トラック競技）、またはF51〜F58（フィールド競技）である。
数字が小さいほど障害の度合いは大きくなる。
T54の者は、腰から上が機能する。
T53の者は、腹筋が機能しない。
T52、T51の者は、上肢しか機能しない。
脳性麻痺や運動失調の競技者はT/F32～T/F38となるが、車いすを使用する者はT/F32～T/F34、車いすを使用しない（立つことができる）者はT/F35～T/F38となる。
こちらも数字が小さいほど障害の度合いは大きくなる。

## 車いす競技に関する規則
車いすの多くは空気タイヤで、軽量である。IPC競技規則で明示されている規則は以下の通り。
- 車いすは最低でも2つの大きな車輪と1つの小さな車輪で構成され、小さな車輪は、車いすの前方になければならない。
- 車いすのフレームのどの部分も前輪の車軸より前に出ていてはならず、また2つの後輪の車軸を結んだ幅より広く突き出ていてはならない。車いす本体の地面からの高さは最高50cmとする。
- 車いすのどの部分も後輪の最後部を結んだ垂直面から後方に突き出ていてはならない。
- 後輪、前輪の直径は十分に空気を入れたタイヤを含んでそれぞれ70cm、50cmを超えてはならない。
- 各大輪には平らで円形のプッシュリムを1つだけ付けることができる。片腕で車いすを操作する競技者については、診断書及び大会へのエントリー用紙に記載されていれば、この規則を変更することができる。
- 車いすを推進するどんな機械的ギアやレバーも使用してはならない。
- 機械的操縦装置は腕で操作するもののみ認められる。
- 800m以上のすべてのレースでは、競技者は前輪を手動で左右に動かすことができなければならない。
- トラック及び道路競技ではミラーの使用を禁止する。
- 車いすは招集場で測定され、競技開始前にその場を離れることはできない。いったん検査を受けた車いすであっても、競技開始または終了後に競技役員が再検査することがある。
- 競技者は競技中、下肢のどの部分も地面またはトラックに接触しないようにしなくてはならない。
- 前述の全ての規則に従うのは競技者の責任であり、どの競技も競技者が車いすを調整するために遅れることがあってはならない。
- 競技役員は、何よりも車いす及びそれを使用する競技者の安全性に責任を持たなくてはならない。

## 関連用語
- 車いすレース

競技用車いすを使用した長・中・短距離競技。

- オフロード車いすレース

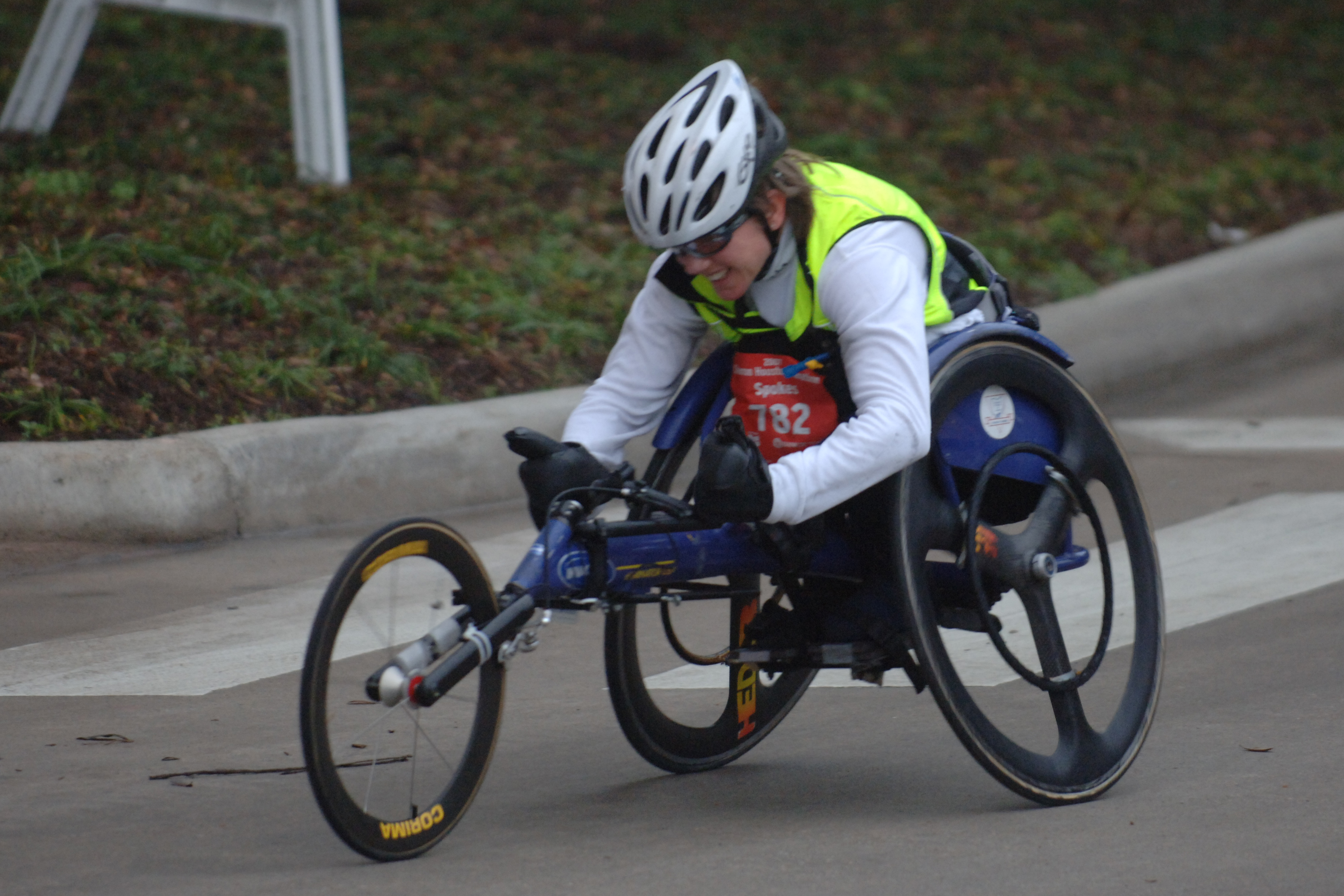

1990年代後半から山腹、丘陵、スキー場等の専用ダウンヒルコースを使用したレースが開催されている。

関連ページ
- 車いすランナー

競技用車いすに乗り、陸上競技を行う者。試合やレース、競技会等には出場せず、健康維持やリハビリのために走る者も含む。

- 車いすアスリート

車いすランナーのうち、車いすマラソンなどの試合に出場し、上位記録を狙う者。また車いすテニスなど、比較的ハードな競技スポーツに取り組む者をいう。

- 車いすの部

健常者のマラソン大会と同時開催される場合の呼び方。「車いす部門」と言うこともある。海外のマラソン大会で”wheelchair division”として開催されるものの訳語である。テニスのウインブルドン大会などにおける
車いすテニス”（wheelchair tennis）”についても「車いすの部」と表現されることが多い。